# Txiki Begiristain
Txiki Begiristain (født 12. august 1964) er en tidligere spansk fodboldspiller.

## Spaniens fodboldlandshold
| Spaniens landshold | Spaniens landshold | Spaniens landshold |
| År                 | Kmp                | Mål                |
| ------------------ | ------------------ | ------------------ |
| 1988               | 6                  | 0                  |
| 1989               | 2                  | 1                  |
| 1990               | 1                  | 0                  |
| 1991               | 1                  | 0                  |
| 1992               | 3                  | 3                  |
| 1993               | 4                  | 1                  |
| 1994               | 5                  | 1                  |
| Total              | 22                 | 6                  |